# Сонячна машина
«Сонячна машина» — перший український науково-фантастичний та утопічний роман українського письменника Володимира Винниченка. Неоднозначність роману як перехідного етапу у творчості відбилася на оцінці та трактуванні твору. Одні літературознавці вважали його утопією, дехто — антиутопією, інші ж взагалі заперечували його утопічність. Винниченко хотів номінувати цей роман на Нобелівську премію з літератури.

## Історія створення та написання
Твір писався у період від 1921 до 1925 року з деякими перервами, в основному у Берліні. Роман мав нечуваний успіх серед читачів і витримав в Україні з 1928 по 1930 рр. три перевидання. «Сонячну машину» також загалом прихильно зустріла тогочасна українська критика (О. Білецький, М. Зеров та ін.), відзначивши такі позитивні сторони твору, як гостроту сюжету, динамізм розповіді, широту охоплення суспільних тенденцій життя, елементи кінематографічності тощо. З 1930 до 1989 року твір не видавався в Україні.
Першим редактором «Сонячної машини» був В. Сімович, який зауважував порушення письменником норм літературної мови. Однак відхилення В. Винниченка від мовної норми слугувало досягненню певних ідейно-естетичних завдань. Щоденниковий запис від 5 листопада 1942 року свідчить про високу лінгвістичну культуру В. Винниченка і певною мірою прояснює мотивацію дій автора: 
| «Річ не в моїй недбалості, а в моїй щирості. Я дбав не за літературну чистоту мови, а за життєву правдивість її. Я не хотів уживати тих форм мови, які кувались («творились») Сімовичами по кабінетах (хоч би вони іншими Сімовичами вважалися за «чисті», «щирі», українські). Я волів уживати ті форми, які вживались народом у живому житті, хоч би вони й звались Сімовичами «москалізмами». Я хотів малювати життя, а не кабінети... І тому тепер, коли Україна «українізувалася», коли школа внесла в народ літературну мову [...], то і я, і всі інші письменники, що хочуть бути «щирими», себто погодженими з життям, уживаємо нових форм, уникаємо москалізмів і дбаємо за чистоту мови» [8]. |
Присвята роману «Моїй соняшній Україні. В. В.» була в першому виданні роману «Сонячна машина» (1928). Наступні видання були вже без неї, але 1989 року присвята була «реабілітована».

## Сюжет
На прийом до президента Об'єднаного Банку і короля Німеччини Фрідріха Мертенса прибуває збанкрутілий князь Альбрехт. Мертенс за свої гроші купив усе в країні: уряд і парламент, банки й підприємства, поліцію і пресу. Він пропонує дати князю відстрочку у виплаті кредиту в обмін на одруження на доньці Альбрехта, принцесі Елізі. Старий князь відмовляється і, щоб його рід не був збезчещений, розбивається на аероплані.
Еліза погоджується вийти заміж за Мертенса, аби згодом помститися. Вона переселяється до маєтку графа фон Елленберга, де знайомиться з його сином Адольфом і дочками — Фрідою й Трудою. В маєтку проживає син лакея, винахідник Рудольф Штор, якому граф забезпечив хорошу освіту в подяку за порятунок Адольфа. В маєтку збирається організація ІНАРАК (Інтернаціональний Авангард Революційної Акції), якій Еліза присягає у вірності, щоб помститися Мертенсу. Учасник ІНАРАку, брат Рудольфа на ім'я Макс, намагається завербувати Рудольфа, вважаючи його винахідництво марним. Несподівано зникає символ роду Елізи — корона. Жителі маєтку підозрюють одні одних, для розслідування прибувають детективи Фріц і Тіле.
Рудольфу подобається служниця Міці, та в темряві він плутає її з Елізою. Вони закохуються одне в одного, проте принцеса не полишає задуму про помсту. Вона повідомляє Мертенсу, що згідна на шлюб із ними за умови, що той знайде зниклу корону. Мертенс стає королем світу і вважає, що корону викрали члени ІНАРАку, аби завадити його абсолютній владі над Землею. В ІНАРАку виявляється зрадник, Рінкель, який вимагає за свої послуги величезну суму. Мертенс неохоче погоджується, в цей час ІНАРАК готує вбивство зрадника і самого Мертенса. План провалюється, але поширення листівок із закликами проти Об'єднаного Банку спричиняє обвал його акцій. Мертенс наперед оголошує про своє одруження, що відвертає увагу народу.
Тим часом Рудольф Штор продовжує займатися таємничим винаходом. Він переконаний, що людина обтяжена потребою в їжі, вона стала б справді вільною, якби живилася безпосередньо сонячним промінням. У пошуках шляху до цього він відкрив «сонячний мінерал» геліоніт, здатний під дією світла перетворювати будь-яку органіку на поживну речовину — «сонячний хліб». З допомогою мінералу збудовано «сонячну машину», в яку досить покласти траву чи листя і пропустити сонячне світло, після чого оросити потом, щоб отримати безкоштовну їжу. Спершу Рудольф демонструє свій винахід графу та Елізі, які схвалюють його працю. Проте виявляється, винахідник без дозволу взяв у графа корону, щоб використати діамант з неї. Той вибачає Штора, але побоюється наслідків поширення «сонячної машини». Рудольфу забороняють покидати маєток Елленберга, тоді він потай тікає, лишивши фальшиву «сонячну машину». Скликана комісія вважає його аферистом або божевільним, що сам повірив у власну геніальність. Еліза, однак, не вірить цьому.
«Сонячною машиною» цікавиться ІНАРАК. Організація поширює винахід по всьому світу, тим самим звільняючи людей від гніту капіталістів. Народи більш не потребують працювати за шматок хліба, працівники фабрик і заводів покидають роботу. На додаток, «сонячний хліб» спричиняє відчуття ейфорії. Спочатку це здається благом, та невдовзі сама цивілізація руйнується — без працівників припиняють роботу електростанції, виходять з ладу водогони та комунікації. Люди починають боротися за залишки майна своїх експлуататорів і проти тих, хто не приймає «сонячного хліба». Мертенс готує зачистку Берліна від бунтарів, у той час як на Німеччину насуваються вороги. Бачачи крах усяких надій на подальший розвиток людства, зведеного до тваринного стану, Мертенс об'єднується зі Штором у думці про необхідність добровільної праці.
Спираючись на розрахунки Мертенса, Штор збирає Вільну Спілку Творчої Праці, котра відновлює життя міст. Після зими в людях прокидається бажання до роботи, тепер добровільної, а не з примусу. Штор повертається до маєтку і возз'єднується з Елізою. Він очолює наступ на палац, де засіла Рада Армії, що планує очистити Берлін отруйним газом. План вдається, прихильники «сонячної машини» здобувають перемогу і вітають Рудольфа.

## Видання
- Винниченко В. Соняшна машина ч. 1 — Нью-Йорк, 1962. — 312 с.
- Винниченко В. К. Сонячна машина: Роман. — К.: Дніпро. — 619 с. — (Романи й повісті, 1989/6).
- Винниченко В. К. Сонячна машина / В. К. Винниченко. Твори: в 2-х т.: Т.2: Сонячна машина: роман. — К.: Дніпро, 2000. — 624 с.
- Винниченко В. К. Сонячна машина / В. К. Винниченко; передм. О. Гнідан. — К.: Сакцент Плюс, 2005. — 640 с.

### Статті
- Баран Г. «Сонячна машина» В. Винниченка у контексті світових утопій і антиутопій / Г. Баран // Укр. мова й літ. в серед. школах… — 2000. — № 1. — С. 52—59.
- Білецький О. «Сонячна машина» В. Винниченка // Критика. — 1928. — № 2. — С. 31—43.
- Бондаренко Ю. «Сонячна машина» В. Винниченка: ідеаційність проти сенситивності: застосування філософсько-історичних підходів до вивчення літератури / Ю. Бондаренко // Диво слово. −2007. — № 7. — С. 17—22. http://lib.ndu.edu.ua/dspace/handle/123456789/656
- Гриценко В. Батіг, пряник чи мікроб інтересу?: (погляд В. Винниченка на владу одних людей над іншими в романі «Сонячна машина» / В. Гриценко // Укр. літ. в загальноосвіт. шк. — 2003. — № 1. — С. 45—49.
- Гурдуз А. Міфологема «Золотого віку» в романах О. Толстого «Гіперболоїд інженера Гаріна» та В. Винниченка «Сонячна машина» /А. Гурдуз, М. Бояревич // Всесвіт. літ. та культура в навч. закладах України. — 2009. — № 1. — С. 21—23.
- Дмитренко Є. В. «Щоденник» (1911—1925) та роман «Сонячна машина» В. Винниченка: До питання інтертекстуальних зв'язків
- Ємельянова Н. М. Ольга Кобилянська та Володимир Винниченко: самотні в'язні екзистенційно-жертовного духу / Ємельянова Н. М. // Гілея: Збірник наукових праць. — К., 2009. Випуск 29.
- Зеров М. «Сонячна машина» як літературний твір // Зеров М. Твори в двох томах. — К.: Дніпро, 1990. — Т. 2. — С. 435—457.
- Кучеренко Л. І., Назаренко І. Кольоративи як стилістична категорія в мовотворчості В. Винниченка
- Сеник Л. Перший український утопійний роман // Україна: культурна спадщина, національна свідомість, державність. — Вип. 5. — Львів, 1998. — С. 549—559.
- Сиваченко Г. «Сонячна машина» В. Винниченка і роман-антиутопія ХХ сторіччя // Слово і час. — 1994. — № 1. — С. 42—47.
- Фєдченко П. «Треба б наблизитись до найбільшої реальності…»: Про «Сонячну машину» В.Винниченка // Київ. — 1989. — № 1. — С. 157—160.
- Professor Marko Pavlyshyn F.A.H.A. Artist or Moralist? Volodymyr Vynnychenko's The Solar Machine. Australian Slavonic and East European Studies 3.2 (1989): 17-33.
- Mykola Iv. Soroka. Displacement and Utopia: Volodymyr Vynnychenko's «Soniachna mashyna». The Slavonic and East European Review Vol. 85, No. 3 (Jul., 2007), pp. 441—461 (article consists of 21 pages)

### Монографії
- Smyrniw W. Ukrainian Science Fiction Historical and Thematic Perspectives. — Bern : Peter Lang AG, 2013. — 388 с. — ISBN 978-3-0343-1323-0.